# 张甸街道
张甸街道，是中华人民共和国辽宁省抚顺市东洲区下辖的一个乡镇级行政单位。

## 行政区划
张甸街道下辖以下地区：
千户楼房社区、千户平房社区和中心社区。